# Patrick Dalton
Patrick Dalton (Baronía de  Tirawley, Condado de Mayo, Irlanda c. 1824- Tlalpan, Ciudad de México, 1847) fue un militar irlandés, el segundo en el mando de los San Patricios, después de John Riley, que participó en la guerra de Intervención estadounidense en México. Murió en el área conocida como Tlacopac, cerca de San Ángel, en la Ciudad de México, ejecutado por el ejército estadounidense. Como todos los integrantes del Batallón de San Patricio, en México es considerado un héroe y en Estados Unidos un desertor.

Bandera del Batallón de San Patricio. Lemaː Erin Go Bragh, ‘Irlanda por siempre’.

## Biografía
Poco se sabe de la vida de Dalton, sin embargo se puede afirmar que en el año 1845, en el estado de Nueva York, al momento de alistarse en el ejército nacional de Estados Unidos, dijo tener 21 años y que había nacido en Quebec.

## Antecedentes

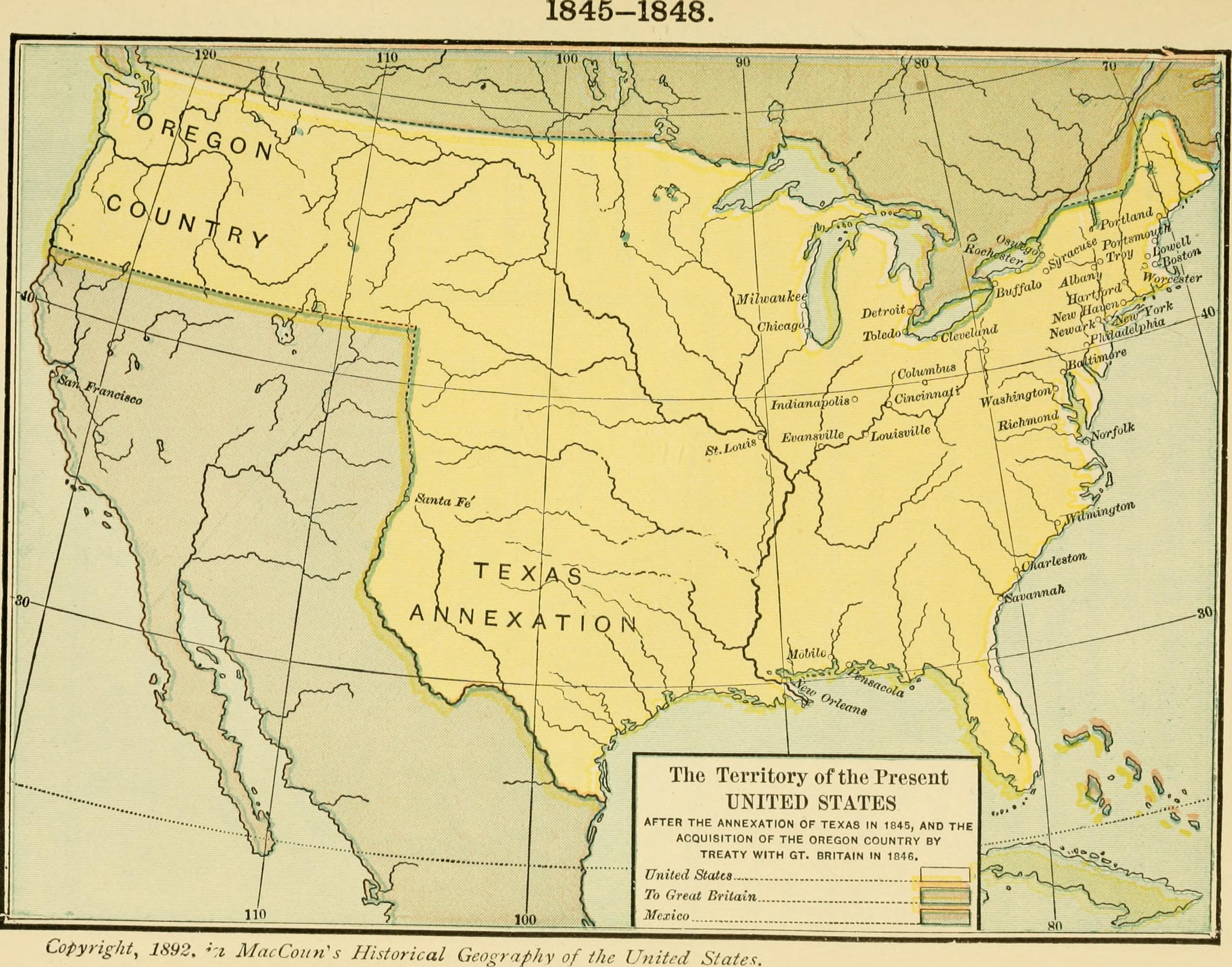
Mapa de Estados Unidos tras la invasión a México.

Diferencias en la línea fronteriza establecida en el Tratado de Adams-Onís y en 1848.

Los expertos sitúan los orígenes de los San Patricios con la guerra que surgió en el río Bravo después de la anexión de Texas a los Estados Unidos. En 1835, Texas se convirtió en la provincia rebelde de la autoridad central mexicana. Así, se originó una guerra, ya que los estadounidenses afirmaban que la frontera de su país llegaba hasta el río Bravo, mientras que los mexicanos afirmaban que llegaba hasta el río Nueces, de acuerdo con el Tratado de Adams-Onís firmado en 1819 entre Estados Unidos y España, definiendo las fronteras de Nueva España. 
Posteriormente, Santa Anna marchó a combatir a los separatistas texanos, sin embargo todos los esfuerzos realizados por el ejército mexicano se perdieron en la Batalla de San Jacinto, con la derrota del ejército mexicano, la detención de Santa Anna y la firma del Tratado de Velasco. Varias fuentes afirman que es muy posible que el batallón se haya formado a causa de los castigos severos, a veces injustos, que los irlandeses sufrían por parte de los mandos militares, que no les tenían ninguna confianza por ser católicos y no protestantes.
Patrick Dalton formaba parte de los tenientes que conformaban la “Legión extranjera de San Patricio” , llamada así por el diario de gobierno en esa época y que estaba encabezada por el coronel Francisco R. Moreno y le seguían otros dos comandantes de compañíaː John Riley y Santiago (James) O´Leary.

## En el Batallón de San Patricio

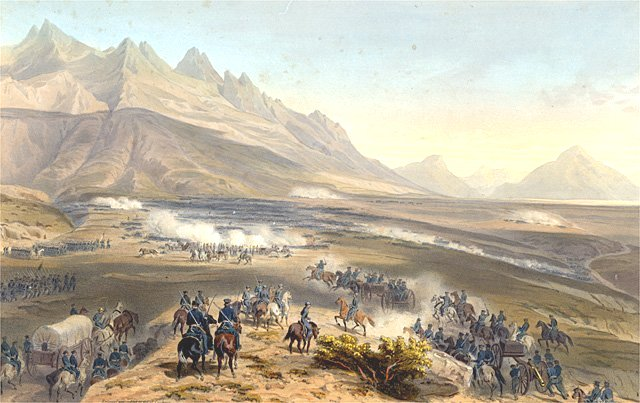
Batalla de la Angostura.

Los miembros del Batallón de San Patricio lucharon en cinco batallas. Como Patrick Dalton se enroló en octubre de 1846, no participó en la de Monterrey, pues fue del 21 al 23 de septiembre de 1846. Tampoco estuvo en la Batalla de Chapultepec, pues estaba apostado en Churubusco. Así, en 1847 participó en:
- Batalla de la Angostura, cerca de Saltillo, Coahuila, el 22 y 23 de febrero, donde se dio un empate entre las fuerzas del ejército mexicano y las del estadounidense Zachary Taylor.

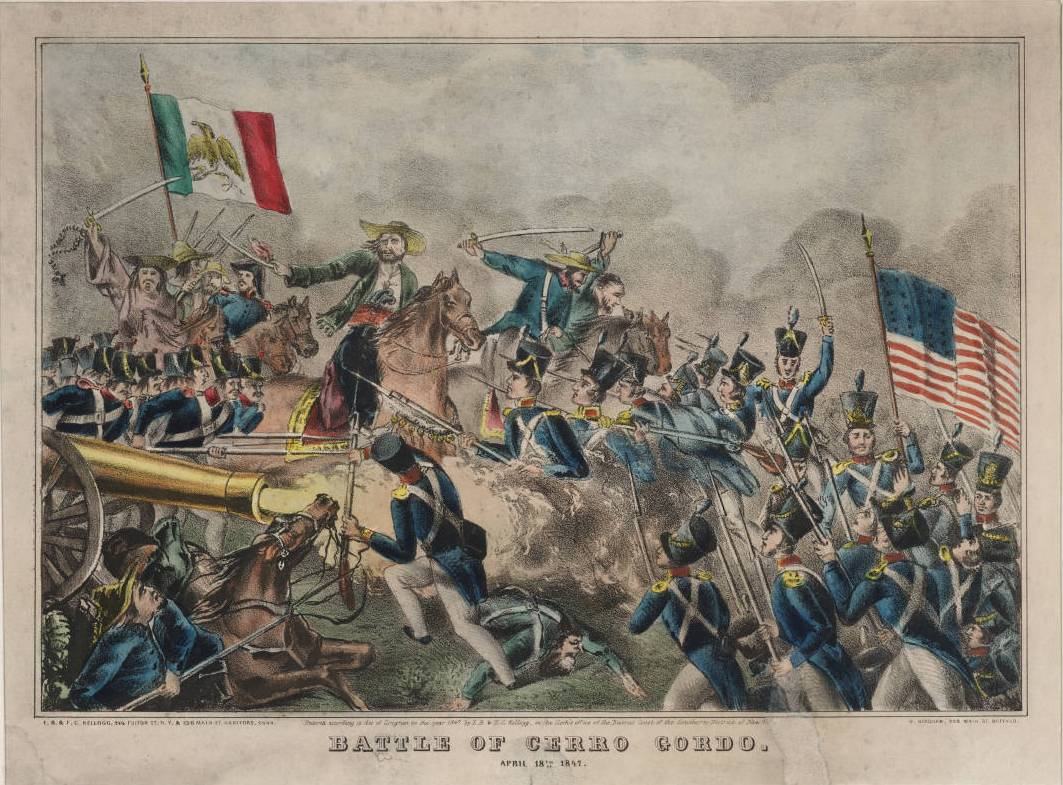
Batalla de Cerro Gordo.

- Batalla de Cerro Gordo, Veracruz, a 35 km de Xalapa realizada los días 17 y 18 de abril de 1847, ocasión en que las tropas mexicanas, encabezadas por el general Antonio López de Santa Anna sufrieron una amarga derrota a manos de las tropas estadounidenses del general Winfield Scott, lo que le abrió la ruta para llegar a la Ciudad de México.

- Batalla de Churubusco, en el convento de Santa María de Churubusco, entonces relativamente cerca del centro de la Ciudad de México, llevada a cabo el 20 de agosto de 1847, cuando los San Patricios cargando cañones y mosquetes hasta con piedras debido a que se había terminado el parque de las fuerzas mexicanas, encabezadas por el general Pedro María Anaya. Se sabe que durante la lucha Patrick Dalton derribó por tres veces consecutivas la bandera de tregua.

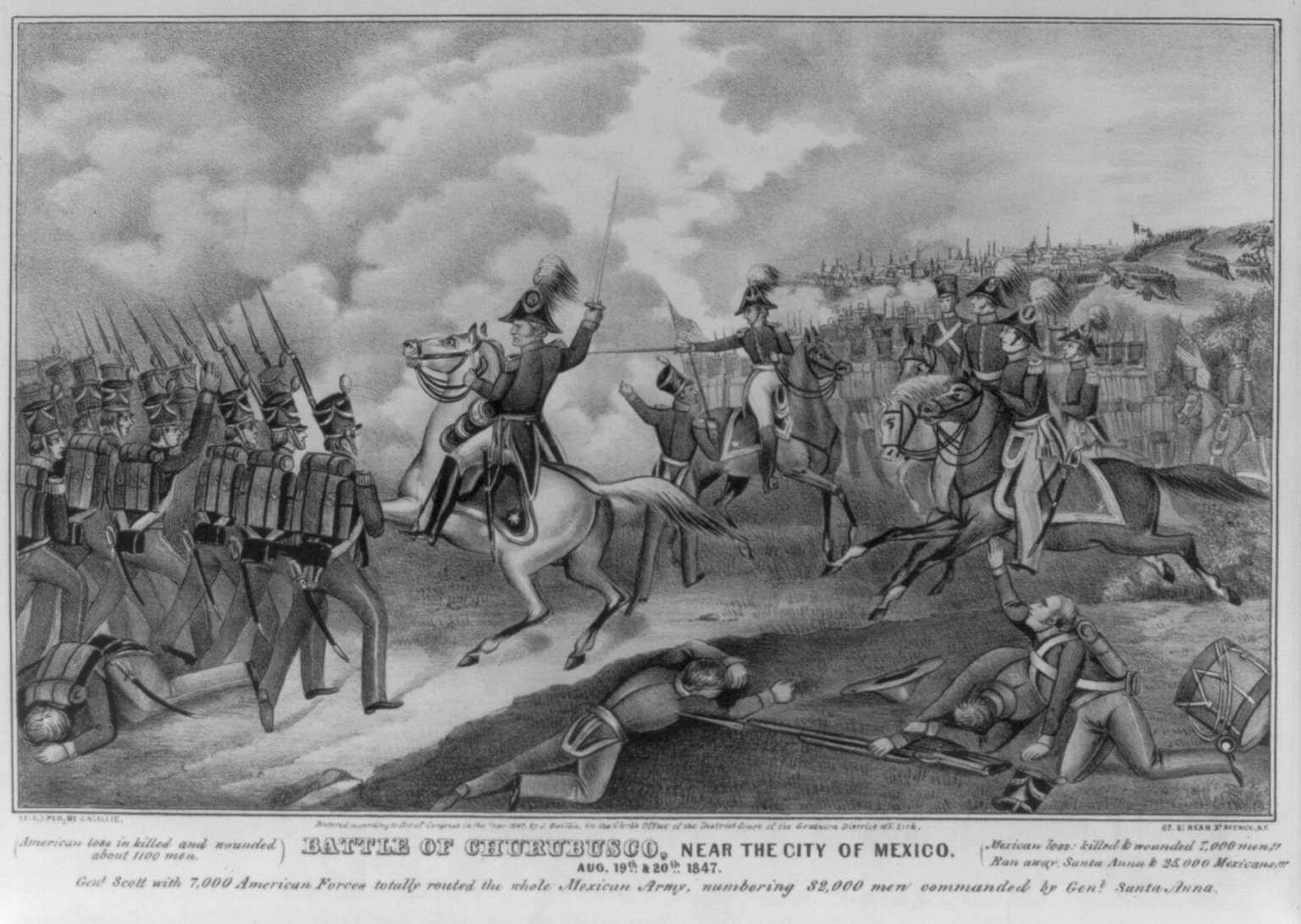
Batalla de Churubusco-19 y 20 de agosto de 1847.

De las cinco batallas que los San Patricios pelearon, una de ellas fue la batalla de Churubusco y así, el 20 de agosto de 1847, las fuerzas mexicanas se establecieron en el convento de Santa María de Churubusco, y las fuerzas armadas estadounidenses se prepararon para atacarlos. Durante el transcurso de la batalla rechazaron la ofensiva enemiga, una y otra vez, al grado de no poder continuar debido a la falta de municiones. Sin embargo, al izar la bandera blanca en señal de rendición, el capitán Patrick Dalton, de los San Patricios, la tiró para seguir peleando, derribó por tres veces consecutivas la bandera de tregua, continuando la lucha en cada ocasión, pero esto fue en vano pues la derrota era segura.
Para los integrantes del batallón de San Patricio la batalla de Churubusco fue devastadora. Los capitanes John Riley y Santiago O'Leary fueron heridos, así como Francis O'Connor, un soldado enrolado. Hubo más de ochenta prisioneros. Los San Patricios restantes lograron escapar y permanecieron dispersos y escondidos algunos días. Riley y Dalton sobrevivieron.
El fin del batallón llegó con el fin de la guerra y la toma de la Ciudad de México por parte de los Estados Unidos. La lucha fue constante y desfavorable para los mexicanos.

## Fin del Batallón de San Patricio

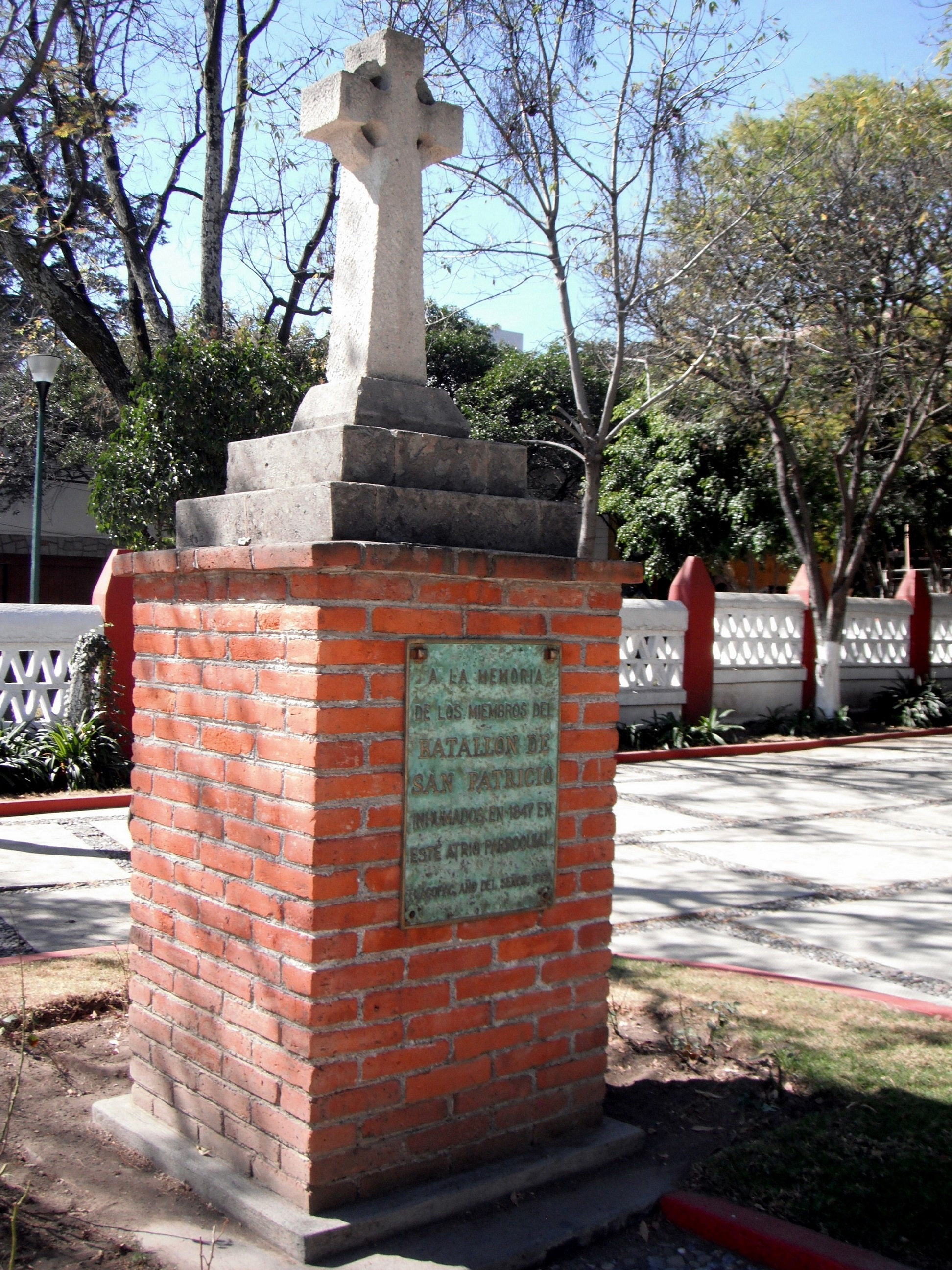
Monumento a los miembros del Batallón de San Patricio inhumados en la iglesia parroquial de Tlacopac.

En septiembre de 1847, en el área de San Ángel, en Ciudad de México, fueron ejecutados varios de los San Patricios. Según Pazos, «Los pararon en la orilla de unas carretas tiradas por mulas, con una soga al cuello que pendía del cadalso, y luego, a una señal, los conductores de las carretas las movieron, dejando los cuerpos suspendidos en el aire en una danza macabra que terminó con la muerte de todos». A los prisioneros sobrevivientes les fueron marcados la cara y el cuerpo con una D de desertor. Patrick Dalton, quién, junto con otros de los integrantes del batallón, había sido obligado a cavar las tumbas de sus compañeros, según testimonios de personas presentes, entró en un estado de profundo shock al ser testigo de lo ocurrido. Dalton había expresado previamente su desacuerdo respecto a la forma en que lo trataron. De hecho, durante el juicio, Dalton fue el  único prisionero que se opuso al capitán Alexander, del ejército estadounidense ya que éste lo había maltratado en el camino a los tribunales.
La ejecución de los San Patricios restantes ocurrió el 13 de septiembre. «Los colgaron en San Ángel de una manera feroz y dramática». Tras la ejecución, se dice que sacerdotes mexicanos recogieron los cadáveres, entre ellos el de Patrick Dalton y los sepultaron en Tlacopac. Así terminó el batallón de San Patricio.